# Rácalmás
Rácalmás is een plaats (nagyközség) en gemeente in het Hongaarse comitaat Fejér. Rácalmás telt 4347 inwoners (2006).

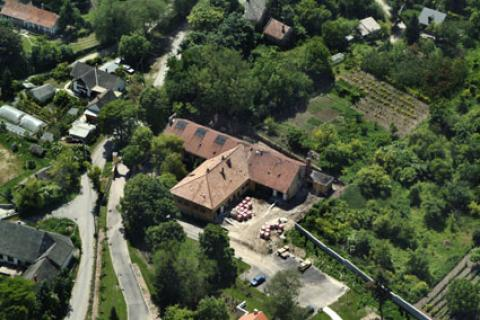